# Diamant
Diamant (Oudgrieks: ἀδάμας of adamas, "onverslaanbaar") is een allotrope verschijningsvorm van koolstof die als delfstof aangetroffen wordt, maar ook in laboratoria gemaakt kan worden. In diamant hebben de koolstof-koolstofbindingen een viervlakstructuur waardoor de atomen in drie dimensies gebonden zijn; dit verklaart deels de hardheid waar het mineraal zijn naam aan dankt. Diamant is voor zover bekend het hardste materiaal dat in de natuur voorkomt en is dan ook het ijkpunt voor hardheid 10 op de hardheidsschaal van Mohs. Slechts enkele industrieel vervaardigde, eveneens uit zuivere koolstof opgebouwde materialen zijn harder. Dit maakt dat diamanten gewild zijn in de industrie en allerlei toepassingen kennen. Specifieke bewerkingen van diamanten maken deze daarnaast aantrekkelijk voor het maken van sieraden. Grafiet, de koolstofvorm die op aarde het meest voorkomt, heeft een vlakke kristalstructuur waardoor het veel zachter is en schilferende laagjes vormt.

## Geschiedenis
In 2500 v.Chr. zouden de Chinezen al diamant gebruikt hebben om andere stenen te polijsten. In India zouden rond die tijd al diamanten als sieraad gedragen zijn en ook de Bijbel vermeldt diamant.
Ook werden diamanten gebruikt om hard gesteente zoals graniet en marmer door te zagen. Diamanten werden in de 6e tot de 5e eeuw v.Chr. in Europa bekend als edel- en siersteen. Uit deze tijd stamt een oud-Grieks bronzen beeld met onbewerkte diamanten, dat zich in het British Museum in Londen bevindt. Diamant werd door de Grieken genoemd in de Periplus van de Erythreïsche Zee (1e eeuw), waar de handel met India werd beschreven en bij de Romeinen door Marcus Manilius (1e eeuw) in zijn boek Astronomica en door Plinius de Oudere (23-79 n.Chr.) in zijn Naturalis historia.
In Europa zou het diamantslijpen kort na 1330 al begonnen zijn in Venetië, terwijl er in 1375 in Neurenberg al een robijn- en diamantslijpersgilde werd opgericht. Volgens François Farges was men vanaf ongeveer 1380 in Parijs in staat facetten aan een diamant te slijpen of te polijsten: In de inventaris van Jan van Berry vermeldt Robinet d'Étampes in 1411 diamanten met facetten, waaronder "un grant dyament roont et plat... fait en façon de mirouer, pesan environs XXIIII caraz" ("een grote, ronde en platte diamant... gemaakt zoals een spiegel, ongeveer 24 karaat wegend").
Van de Bruggeling Lodewijk van Berken is uit het eind van de 15e eeuw een manier bekend om diamant te slijpen door middel van een ijzeren schijf, waarbij hij de poriën insmeerde met olijfolie en diamantpoeder. Eerst had hij het geprobeerd op een bronzen schijf, waarmee hij robijnen en saffieren kon slijpen, maar die was spoedig doorgesleten in ringen. Ludo Vandamme noemt het een taaie legende dat dit moderne diamantslijpen in 1476 uitgevonden zou zijn door Lodewijk van Berken. Hij ontdekte ook dat de hoeken belangrijk waren om een goede reflectie te bekomen, de basis van de briljantvorm. Deze opvatting is terug te voeren op één enkele bron, namelijk zijn Parijse afstammeling Robert de Berquen. 
De werkwijze van Lodewijk van Berken vormde wel het begin van de diamantnijverheid te Brugge. Met zijn methode kon hij zeer precies en symmetrisch de facetten op een diamant slijpen, waardoor hij rond 1476 als eerste de peervormige "pear-cut" ("pendeloque-" of "briolette-") diamant uitvond. Zijn werkwijze heeft de regio helpen uitgroeien tot diamanthoofdstad van de wereld. Voor Karel de Stoute sleep hij onder andere de Florentiner en de Sancy. Na de verzanding van het Zwin eind 15e eeuw verlegde niet alleen de havenactiviteit, maar ook de diamantnijverheid zich naar Antwerpen. Na de Val van Antwerpen en de Sluiting van de Schelde trokken vele gegoede Antwerpenaren naar Amsterdam en dat markeerde het begin van de diamantnijverheid daar.
In de 17e eeuw bracht de Franse ontdekkingsreiziger Jean-Baptiste Tavernier grote diamanten mee uit India, waaronder de Hope diamant, en beschreef de diamantwinning aldaar.
Tot de 18e eeuw werden diamanten alleen in India gedolven. Hier komen ook de bekendste diamanten uit de geschiedenis vandaan. In 1714 werden in Brazilië diamanten ontdekt. Erasmus Jacobs vond in 1866 nabij de Oranjerivier de eerste diamant in Zuid-Afrika: de 'Eureka'. Kort daarop werd ook diamant gevonden in Kimberley. In 1888 richtte Cecil Rhodes de firma De Beers op om de diamanthandel te controleren.
In de 20e eeuw werden belangrijke diamantvoorkomens ontdekt in Siberië, Canada en Australië, en werd het mogelijk om diamant synthetisch te fabriceren.
Er zijn talrijke legenden verbonden aan diamanten; zo worden er vaak ook magische of beschermende krachten aan toegeschreven. Diamanten waren het symbool van rijkdom en ze vormen een onderdeel van bijna alle kroonjuwelen, schatkamers en museale collecties. De diamant is een van de negen edelstenen in de Thaise Orde van de Negen Edelstenen.
De Cullinan is de grootste ongeslepen diamant die tot nu toe op aarde is gevonden: 3106 karaat (621,2 gram). De Cullinan werd gekloofd en geslepen en het grootste stuk, de Cullinan 1 (530,20 karaat) was na het slijpen ongeveer een eeuw lang de grootste geslepen diamant. De grootste geslepen diamant is sinds 1988 echter de Golden Jubilee (545,67 karaat), die in opdracht van De Beers door Gabriël (Gabi) Tolkowsky werd geslepen en in 1997 in het bezit kwam van de Thaise koning Bhumibol die hem ontving naar aanleiding van zijn 50-jarige kroningsjubileum.
Veel diamant voor industriële doeleinden wordt ook synthetisch gemaakt. Synthetische diamant valt enkel in een laboratorium van natuurlijke te onderscheiden. Onderzoekers van het Carnegie Institution of Washington ontdekten in 2004 een procedé om binnen 24 uur diamant te synthetiseren die meer dan 50% harder is dan natuurlijk diamant.

## Fysische eigenschappen

De kristalstructuur

Diamant is het hardste materiaal dat in de natuur voorkomt. Er zijn slechts twee (industrieel vervaardigde) materialen die harder zijn, namelijk aggregated carbon nanorods en ultrahard fullereen. Deze zijn net als diamant opgebouwd uit koolstofatomen. Diamant zelf is een transparant kristal met een zeer hoge brekingsindex (2,417) en een hoge dispersie (0,044). In juwelen wordt daardoor het licht schitterend gebroken en weerkaatst al naargelang de slijpvorm. Bovendien wordt het gepolijste glanzend oppervlak van de diamantsteen door de grote hardheid niet mat.
Vanwege zijn extreme hardheid wordt diamant gebruikt in de industrie, onder andere voor slijpen, boren, snijden en polijsten en draadtrekken. Een diamant dankt zijn hardheid aan de structuur ervan waarin de koolstofatomen in regelmatige viervlakken liggen. Diamant is daardoor harder naarmate het minder insluitsels of defecten in de kristalstructuur bevat. Diamant heeft een kubisch kristalstelsel. Door de hardheid is diamant wel relatief bros. In vacuüm gaat diamant vanaf een temperatuur van 1700 °C over in grafiet, in lucht vanaf 700 °C.
Naast de hardheid zijn ook de thermische geleidbaarheid (410 W/cm/K) en de soortelijke (elektrische) weerstand van 1013 Ω·m van diamant bijzonder hoog. Deze combinatie maakt dat diamant gebruikt kan worden in elektronische schakelingen om warmte af te voeren. Diamant gedraagt zich net als silicium als halfgeleider en in vloeibaar helium als supergeleider, zoals in 2004 ontdekt.

## Slijpvormen

Briljant

De diamant kan in verschillende geslepen vormen voorkomen. De meest voorkomende vorm is de briljant, een ronde vorm met 57 facetten waarvoor in 75% van de gevallen wordt gekozen. Na de briljant zijn de prinsesgeslepen diamant, de kussensnede en de ovalen snede het meest populair. De meest gebruikte vormen zijn:
- De prinsesgeslepen diamant, een vierkante vorm met rechte hoeken en 50 of 58 facetten. De vorm is in de jaren 1960 bedacht.
- De kussensnede, een vierkante of rechthoekige diamant met afgeronde hoeken, die al vanaf het begin van het slijpen van diamanten populair was. Dit type diamant werd eind 19e, begin 20ste eeuw minder populair.
- De ovale snede, een langwerpige vorm van de briljant. Meestal hebben deze diamanten 56 facetten, hoewel er wel verschil in kan zitten hoeveel facetten aan de onderkant (ook wel bekend als paviljoen) geplaatst worden. Bij meer facetten zal de diamant meer glinsteren.
- De marquise snede, een diamant in de vorm van een rugby bal met scherpe punten aan beide uiteinden. Meestal bevat de snede 58 facetten, maar ook hier kan, net als bij de ovale snede, gevarieerd worden in de hoeveelheid facetten in het paviljoen. De naam van de diamant komt van Madame de Pompadour, een markiezin en maîtresse van Lodewijk XIV. De vorm van haar mond zou de snede geïnspireerd hebben. Diamanten in marquise snede worden dus sinds de 18e eeuw vervaardigd.
- De peervormige snede, een combinatie van briljant en marquise snede. Één uiteinde van deze diamant eindigt in een punt, het andere uiteinde in een ronding, waardoor deze diamanten op druppels lijken. De snede bevat 58 facetten.
- De hartvormige snede, een snede in de vorm van een hart. De snede is door zijn gebrekkige symmetrie moeilijk te maken en niet erg populair.
- De smaragd snede, een rechthoekige vorm waarbij de hoeken afgerond zijn. Er zijn maar 44 facetten die in kleine trapjes naar de top van de steen leiden. Door het kleine aantal facetten zijn imperfecties in de steen snel zichtbaar. Deze snede is vanaf zijn uitvinding populair gebleven, maar vooral populair in de periode van Art deco, waar de rechte hoeken goed bij de stijl pasten.
- De Asscher snede, een vierkante smaragdsnede. Deze snede werd gebruikt vanaf 1902, geïnspireerd door de stijl van diamant bewerken in de Renaissance en bedacht door Joseph Asscher.
- De radiant snede, een combinatie van de briljant en smaragd sneden. Om dit te bewerkstelligen bevat de snede 70 facetten. De onderkant is als die van een briljant, waardoor de diamant ook zodanig glinstert.[22][23][24][25][26]

Er worden continu nieuwe vormen bedacht. Zo noemt diamantmuseum van Kaapstad een 'criss cut' en 'my girl cut'. Ook noemen zij varianten op de traditionele briljant. Reden dat diamantslijpers telkens op zoek blijven naar betere methodes om de diamanten te slijpen, is omdat een goede slijpmethode de waarde kan verhogen. Zo kun je onzuivere stukken wegslijpen, of minder op de voorgrond zetten door een bepaalde slijpwijze, of juist de helderheid van je diamant benadrukken door deze in bijvoorbeeld smaragdsnede te slijpen.

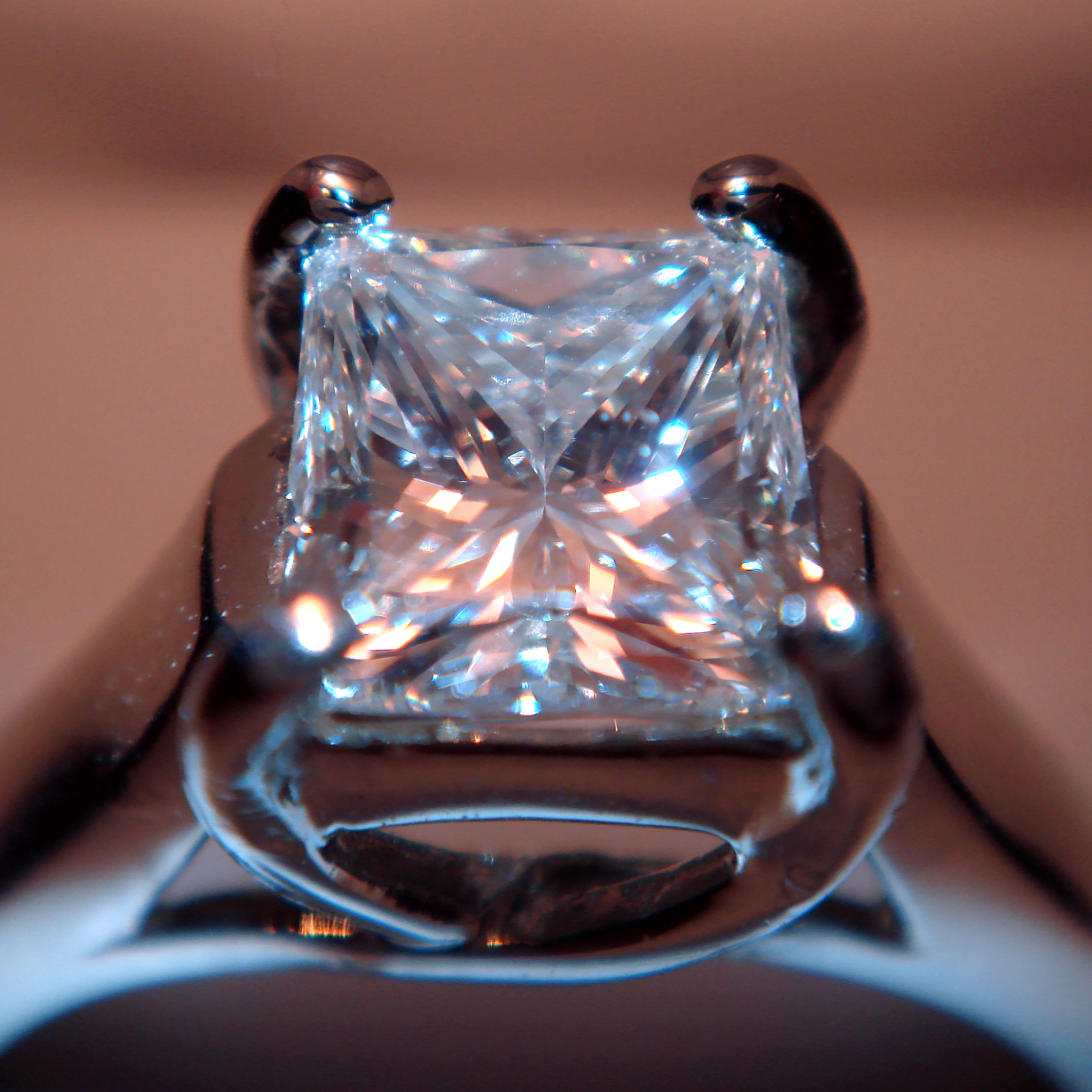
Prinsesgeslepen diamant in ring
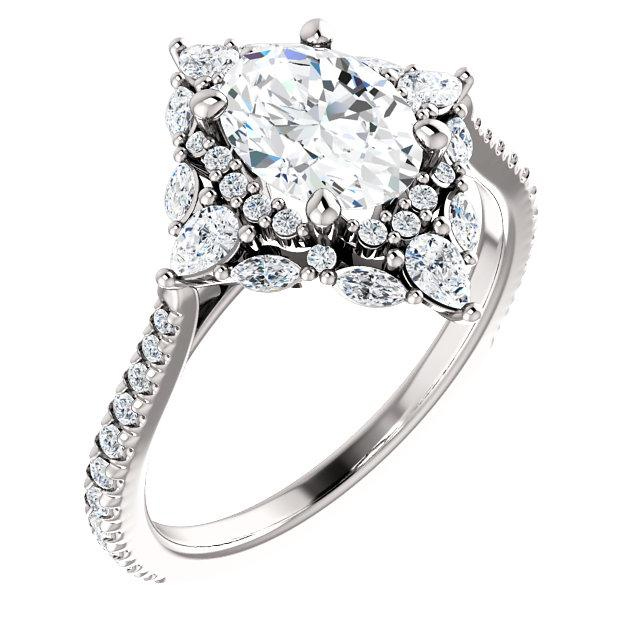
Ring met ovaal geslepen diamant in het midden, omgeven door marquise geslepen, peervormige en ronde diamanten.
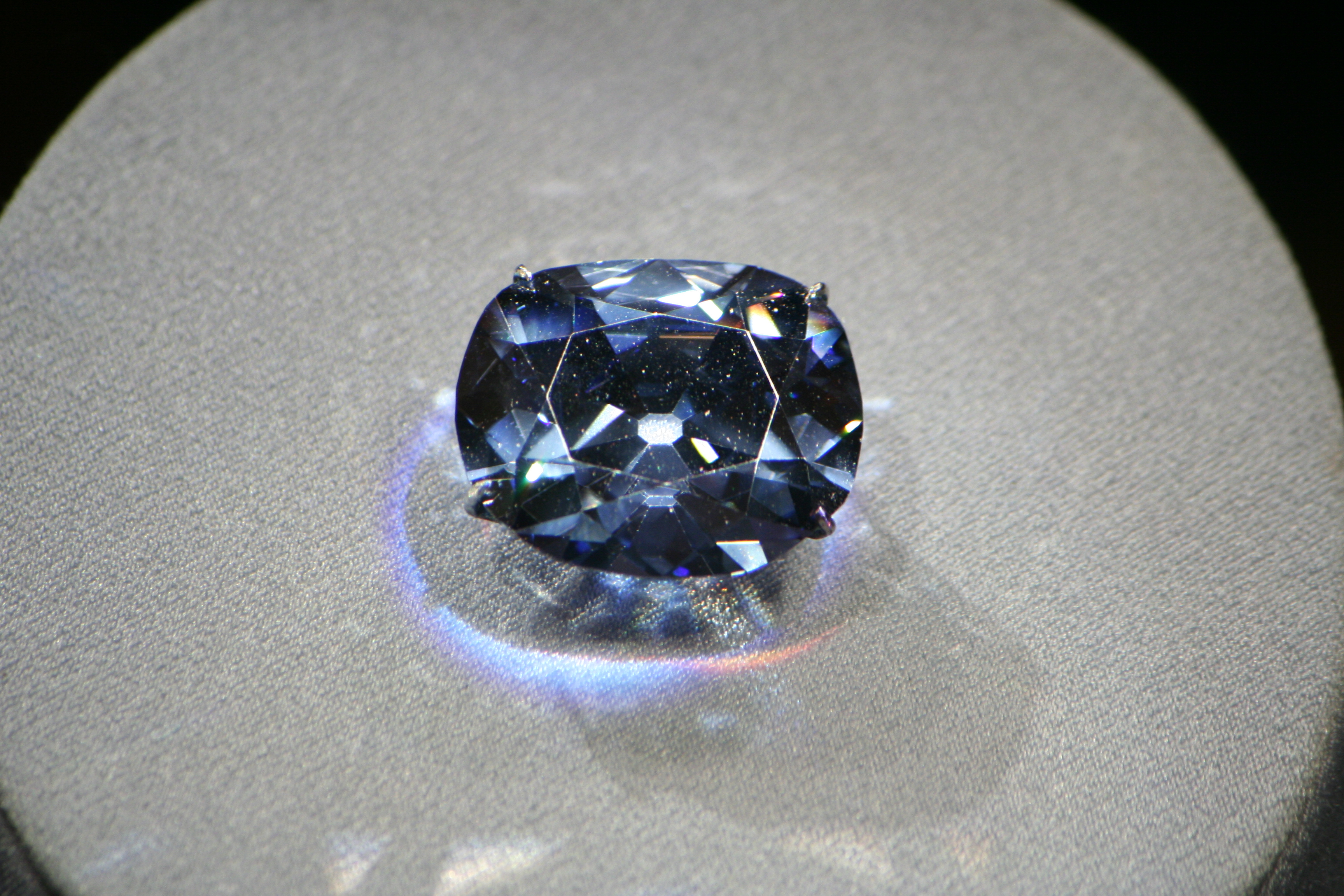
De beroemde Hopediamant, uitgevoerd in kussensnede

## Prijsbepalende factoren

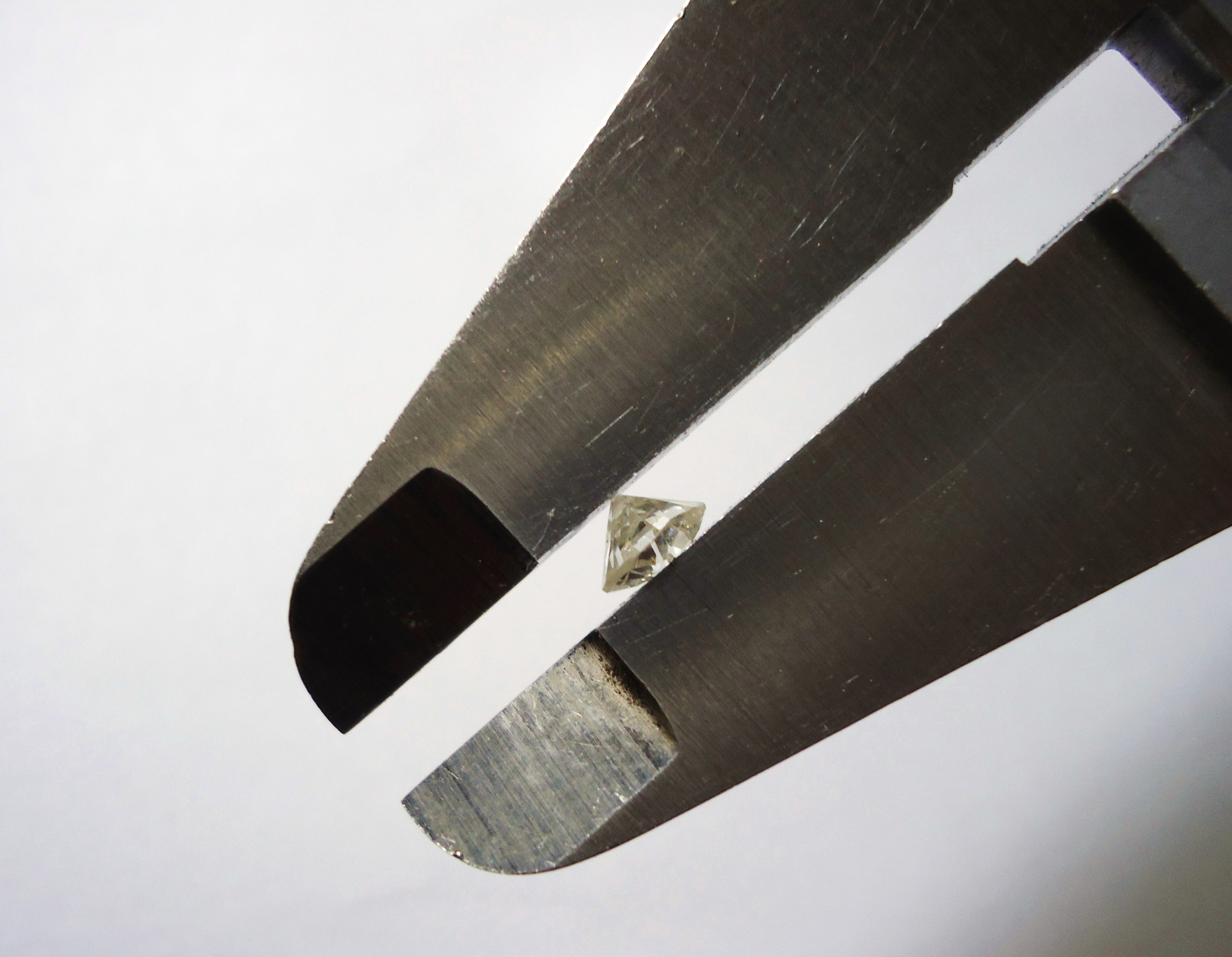
Het meten van een geslepen diamant

Ruwe diamanten worden bewerkt om het licht schitterend te breken. Na de bewerking blijft er een steen over met een schittering en kleurenspel die op verschillende criteria wordt beoordeeld om tot een prijs te komen. De criteria zijn de 4 C's en houden in:

### Cut- slijpsel
Hieronder wordt verstaan het maaksel van de steen. De vorm waarin de steen geslepen wordt is een onderdeel hiervan. Het maaksel heeft betrekking op de kwaliteit van het slijpen en de verhoudingen van de slijpvorm. De essentie ligt in de juiste "verhoudingen" en de "verfijning" van de geslepen steen. Onder de verhoudingen wordt verstaan de hoogte van de kroon, de kroonhoek, de diepte van de paviljoenzijde, de tafelspiegeling en de verhouding van de rondist ten opzichte van de totale diepte van de steen.
Onder de verfijning wordt verstaan de precieze afwerking van het totale maaksel. Hoe regelmatig is de rondist, is de kollet zwaar of licht, zijn er symmetrieverschillen tussen kroon en paviljoenzijde, sluiten de facetten recht op elkaar aan, ligt de kollet exact in het midden of ligt de tafel decentraal?
Al deze zaken zijn direct van invloed op het spel van het licht in de steen. Het maaksel is mensenwerk, in tegenstelling tot de zuiverheid, kleur en ten dele het gewicht. Het is dan ook een grote prijsbepalende factor in de vier C’s: een steen met een mooi rond gewicht, loepzuiver en de hoogste kleur in een briljante slijpvorm kan een topsteen lijken, maar als de steen te diep geslepen is (spijker) of te ondiep (visoog) dan is het lichtspel in de steen dood en heeft de steen een geringere waarde.

### Carat- massa of gewicht
De massa van edelstenen wordt uitgedrukt in karaat (1 karaat = 0,2 gram). Het karaat wordt onderverdeeld in 100 punten en wordt altijd in twee decimalen uitgedrukt, bijvoorbeeld 0,24 karaat of 24 punt. De karaat heeft zijn oorsprong in een in de oudheid gebruikt standaardgewicht: dat van een zaadje van de johannesbroodboom (Ceratonia siliqua).

### Clarity- helderheid
De zuiverheid van geslepen diamant. De steen kan zowel in- als uitwendig kenmerken vertonen. De inwendige bestaan veelal uit gletsen (inwendige scheuren), resten koolstof die niet geheel uitgekristalliseerd zijn of insluitingen van stikstof. Ze komen in allerlei vormen voor maar ook in diverse gradaties van intensiteit. Het zijn groeilijnen die de opbouw van de ruwe steen laten zien. Ook zijn er uitwendige kenmerken zoals "baard", die overblijft wanneer de steen te hard gesneden is, en "nijf" die achterblijft wanneer de steen zuinig gesneden is. Beide kenmerken zijn op de rondist te zien. Al deze kenmerken bepalen de zuiverheid van de steen die in verschillende categorieën wordt ingedeeld: LC, VVS1, VVS2, VS1, VS2, SI1, SI2, P1, P2, P3. De beoordeling hiervan gebeurt altijd visueel met een loep en onder een lamp die een licht uitstraalt gelijkwaardig aan daglicht. De loep heeft een vergroting van 10 en is een achromaat, vrij van sferische en chromatische aberraties. Dit wil zeggen dat de diamant volledig scherp en zonder kleurafwijkingen kan waargenomen worden door de lens van de loep.
Tabel voor de zuiverheid ten opzichte van de zichtbaarheid van de inwendige kenmerken:
| Zuiverheid   | Benaming                                 | Zichtbaarheid |
| ------------ | ---------------------------------------- | --- |
| LC           | Loupe-clean                              | Geen enkel kenmerk is zichtbaar met de loep                                                                        |
| VVS1 en VVS2 | Very very small internal characteristics | De kenmerken zijn erg moeilijk tot moeilijk te vinden met de loep.                                                 |
| VS1 en VS2   | Very small internal characteristics      | De kenmerken zijn vrij gemakkelijk te vinden met de loep.                                                          |
| SI1 en SI2   | Small internal characteristics           | De kenmerken zijn gemakkelijk tot erg gemakkelijk te vinden met de loep.                                           |
| P1           | Pique 1                                  | De kenmerken zijn moeilijk te vinden met het blote oog door de bovenkant van de diamant.                           |
| P2           | Pique 2                                  | De kenmerken zijn makkelijk te vinden met het blote oog en hebben weinig invloed op de schittering van de diamant. |
| P3           | Pique 3                                  | De kenmerken zijn erg gemakkelijk te vinden met het blote oog en hebben invloed op de schittering van de diamant.  |

### Colour- kleur

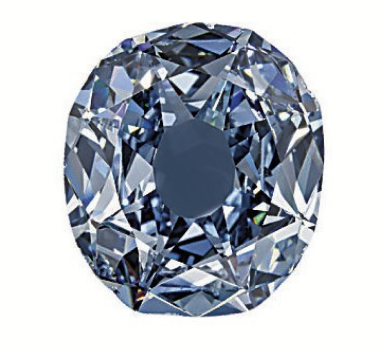
Der Blaue Wittelsbacher, een 31 karaats Fancy Deep Blue diamant.

Hoe een kleurdiamant beoordeeld wordt, is tamelijk subjectief. Een zuivere diamant is kleurloos. Meestal geldt dan ook; hoe minder kleur, hoe zuiverder, dus hoe waardevoller. Bepaalde relatief veel voorkomende verkleuringen, zoals geel, laten de waarde van de diamant dalen. Uiteraard blijven deze stenen waardevol; in 2011 werd een gele diamant geveild voor circa 8 miljoen euro. Minder voorkomende kleuren zoals roze en blauw zorgen daarentegen voor een waardestijging; in 2010 bracht een roze diamant het recordbedrag van 34 miljoen euro op. Ook zwarte diamant, die mogelijk van buitenaardse oorsprong is, is zeldzaam. In 2011 en 2012 ontdekten wetenschappers voor het eerst hemellichamen die volgens hen voornamelijk uit diamant bestaan, al wordt de bewering uit 2011 betwist.
De kleur wordt bepaald aan de hand van een set zogenaamde ijkstenen (de zogenaamde masterstones). Dit is een door verschillende vooraanstaande diamantairs beoordeelde verzameling stenen met verschillende kleuren in de hoogste graden, die als standaarden worden beschouwd. De beoordeling gebeurt meestal visueel (met het oog). Er zijn er ook elektronische beoordelingen mogelijk, bijvoorbeeld door een fotospectrometer.
Het IDC (International Diamond Council) gebruikt het volgende kleurenschema:
| Kleur | Nederlandse benaming | Oude benaming     |
| ----- | -------------------- | ----------------- |
| D     | Fijnste wit+         | Jager             |
| E     | Fijnste wit          | River             |
| F     | Fijn wit+            | River             |
| G     | Fijn wit             | Top Wesselton     |
| H     | Wit                  | Wesselton         |
| I     | Licht getint wit+    | Top Crystal       |
| J     | Licht getint wit     | Crystal           |
| K     | Getint wit+          | Top Cape          |
| L     | Getint wit           | Top Cape          |
| M     | Getinte kleur        | Cape              |
| N     | Getinte kleur        | Low Cape          |
| O     | Getinte kleur        | Very Light Yellow |
| P-Z   | Getinte kleur        | Light Yellow      |

## Edelsteenlaboratoria
Edelsteenlaboratoria houden zich bezig met de beoordeling van edelstenen. Men beoordeelt bij geslepen diamanten,volgens de hierboven omschreven vier C’s met de modernste middelen en technieken. Het eindresultaat wordt neergelegd in het certificaat waarop de details van de vier beoordelingen staan vermeld met als extra beoordeling de "Finish Grade", die bij grotere en hoge kwaliteiten een extra rol speelt. Het certificaat heeft een nummer dat refereert aan het werkblad waarop de steen is geïdentificeerd en gegradueerd. Dit nummer wordt in de rondist gezet met een laser. Van het certificaat wordt een microfoto gemaakt. Deze microfoto wordt gelijktijdig met de steen "geseald".
Gecertificeerde stenen worden ook vaak gebruikt als onderdeel van een beleggingsportefeuille en verdwijnen in een kluis om op een later tijdstip opnieuw verhandeld te worden. Wordt de steen uit het seal gehaald om in een sieraad te verwerken, dan kan op een later tijdstip, aan de hand van het nummer en werkblad de steen geïdentificeerd en vervolgens opnieuw geseald worden.
Enkele voorbeelden van laboratoria zijn: Hoge Raad voor de Diamant (HRD), Nederlands Edelsteenlaboratorium, International Gemological Institute (IGI), Gemological Institute of America (GIA). In 2012 ontdekte de Hoge Raad voor Diamant fraude in certificaten. Certificaten waren vervalst waardoor diamanten voor hogere prijzen verkocht konden worden.

## Beroemde diamanten

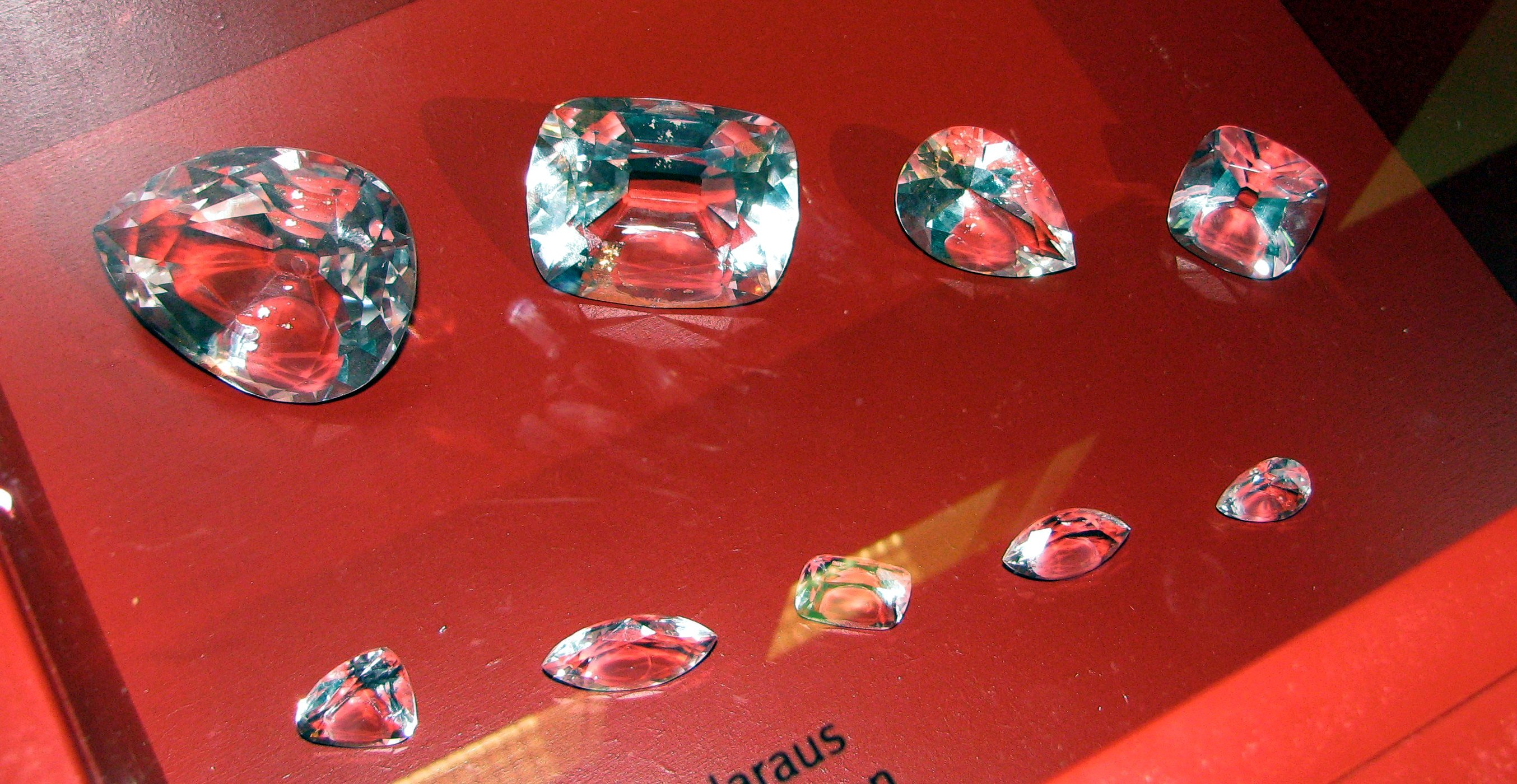
De negen grootste fragmenten van de Cullinan in geslepen vorm (kopieën van glas)

Een aantal diamanten is vanwege hun grootte, optische kenmerken of vanwege hun avontuurlijk verleden bekend en beroemd.
- Belofte van Lesotho: 603 karaat. Een van de grootste onbewerkte diamanten die ooit is gevonden. Gesplitst in 26 diamanten, de grootste was 75 karaat.
- Centenary-diamant: na het slijpen 273,88 karaat, gevonden in 1986.
- Cullinan I of Ster van Afrika: 530,20 karaat. Verkregen uit de Cullinan, met 3106 karaat de grootste ruwe diamant ooit gevonden. Tezamen met 104 andere stenen door de Diamantslijperij Asscher in Amsterdam in 1908 geslepen. Siert de scepter van de koningen van Engeland. Wordt bewaard in de Tower van Londen. Deze was tot 1997 de grootste geslepen diamant.
- Cullinan IV: 63,60 karaat. Een van de 105 stenen die geslepen zijn uit de Cullinan. Bevindt zich in de kroon van koningin Mary. Kan ook uit de kroon worden genomen en als broche worden gedragen. Wordt bewaard in de Tower in Londen.
- Darya-ye Noor (zee van licht): geschat 182 karaat, uit India, in bezit van Iraanse regering.
- Dresdener groene diamant: 41,00 karaat, waarschijnlijk uit India, vroegste geschiedenis niet bekend. In 1742 door Friedrich August II, keurvorst van Saksen, gekocht voor 400 000 taler. Wordt bewaard in het Grünes Gewölbe in Dresden.
- Florentiner of Toscaner: 137,27 karaat, Vroegste geschiedenis door sagen omgeven. In 1657 in het bezit van de Medici's in Florence, In de 18de eeuw in de kroon van de Habsburgers, daarna gebruikt als broche.
- Hopediamant: 45,52 karaat, Verscheen in 1830 in de handel en werd gekocht door bankier H.Ph. Hope. Waarschijnlijk herslepen uit een gestolen steen. Heeft ook deel uitgemaakt van de Franse kroonjuwelen. Sinds 1958 in het Smithsonian Institution in Washington.
- Koh-i-Noor: 108,93 karaat. Oorspronkelijk in ronde vorm met 186 karaat in bezit van Indiase vorsten. In 1739 verworven door de sjah van Perzië. Kwam later in het bezit van de Britse Oost-Indische Compagnie die hem in 1850 schonk aan koningin Victoria. Omgeslepen kreeg hij eerst een plaats in de kroon van koningin Mary, echtgenote van George V, en later in de kroon van koningin-moeder Elizabeth. Wordt bewaard in de Tower van Londen.
- Nassak: 43,38 karaat. Oorspronkelijk meer dan 90 karaat, bevond zich in India in een Shiva tempel bij Nassak. In 1818 als krijgsbuit door de Britten verworven. In 1927 omgeslepen in New York. Nu in particulier bezit in de Verenigde Staten.
- Sancy: 55,23 karaat. Naar het schijnt gedragen door Karel de Stoute (rond 1470). In 1592 door Nicolas de Harlay, heer van Sancy in de Nederlanden (waarschijnlijk Antwerpen) gekocht.[38] Was vanaf 1906 in het bezit van de familie Astor in Londen, maar werd in 1976 aan het Louvre verkocht en wordt daar tentoongesteld.
- Sjah: 88,70 karaat. Komt uit Iran, heeft slijtvakken, deels gepolijst. Draagt drie inschriften met heersersnamen. In 1829 geschonken aan tsaar Nicolaas I van Rusland. Tegenwoordig in het Kremlin in Moskou.
- Tiffany: 128,51 karaat. In 1878 gevonden in de Kimberleymijn in Zuid-Afrika, met een ruw gewicht van 287,42 karaat. Verworven door de juweliersfirma Tiffany in New York. Geslepen in Parijs met 90 facetten.

## Ontstaan, vindplaatsen en winning

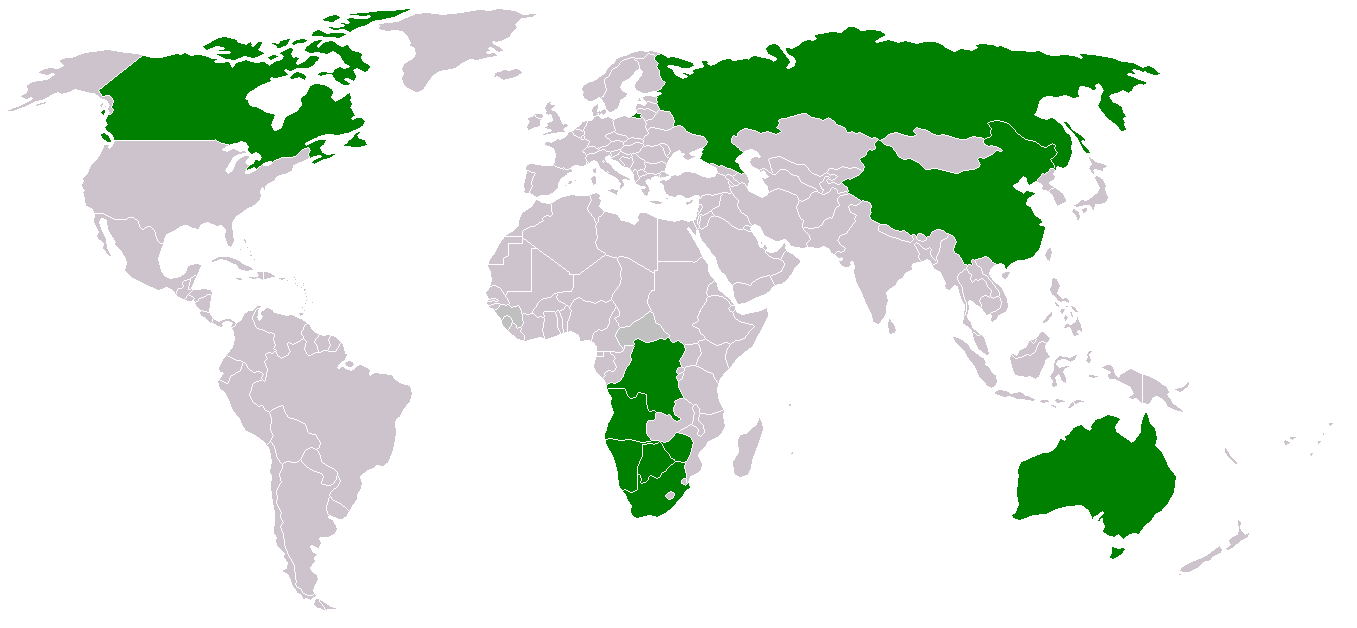
Top 10 landen met de hoogste diamantwinning

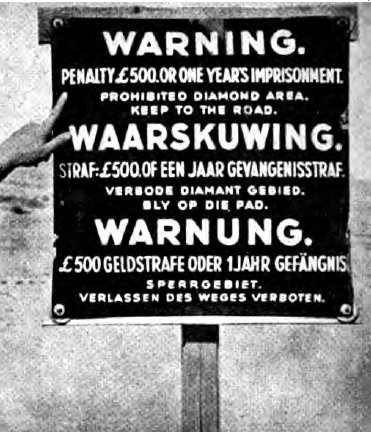
Diamantvelden van De Beers in Namibië

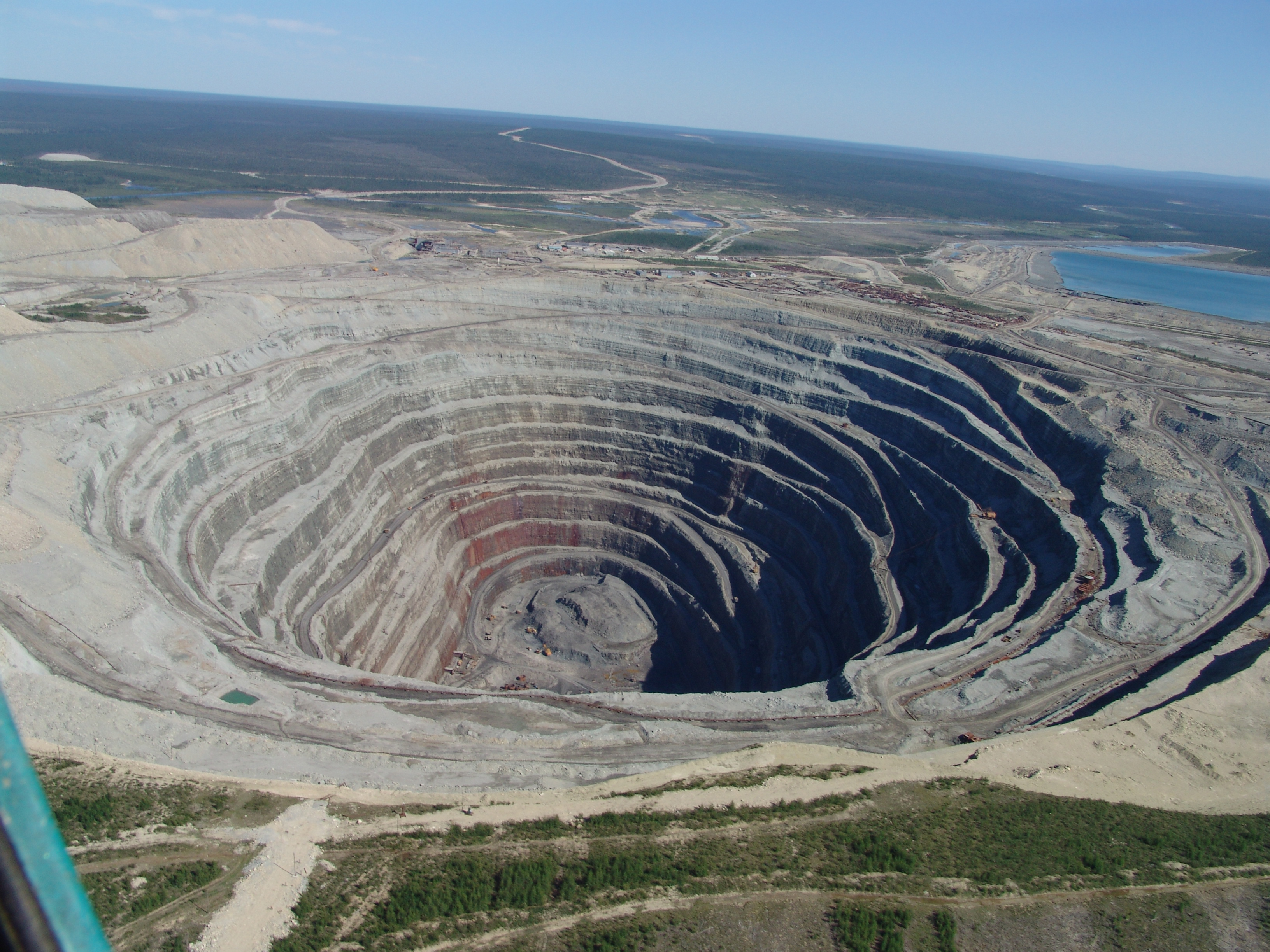
De kimberlietpijp Oedatsjnaja in het noorden van Jakoetië is de grootste diamantgroeve van Rusland en is met 530 meter een van de diepste dagbouwgroeven ter wereld

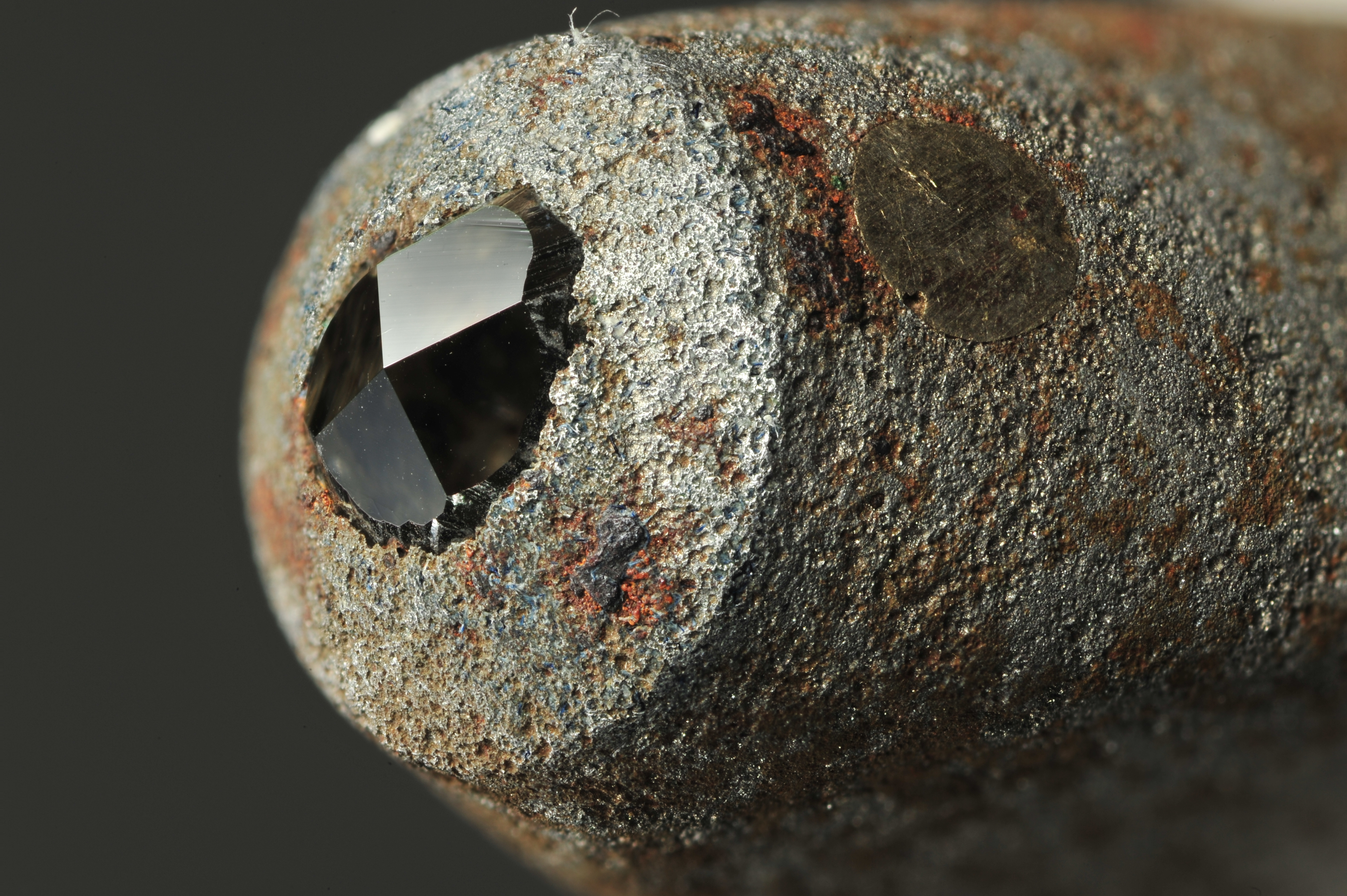
Industriële diamant

Diamanten worden onder hoge druk gevormd op een diepte tussen 140 en 190 kilometer in de aardmantel door samenpersing van koolstof. Ze worden aan het aardoppervlak gebracht door snel transport door middel van explosieve vulkanen. Het vulkanisch gesteente heeft een kenmerkende blauwe kleur en wordt kimberliet genoemd naar de plaats Kimberley in Zuid-Afrika. In de jaren negentig van de 20e eeuw was er een diamond rush in Noord-Canada na de ontdekking van een kimberlietpijp met economisch winbare diamant in Lac de Gras in 1991.
Naast voorkomens in kimberlietpijpen en hun directe omgeving komen diamanten ook voor in alluviale afzettingen. In India was de delta van de rivier de Krishna van oudsher de vindplaats van alluviale diamanten. Alluviale diamant wordt ook gevonden in het Sperrgebiet ten zuiden van Lüderitz aan de kust van Namibië en in het aansluitende kustgebied van Zuid-Afrika. In die gebieden komt diamant voor in een zandlaag tot enige meters onder de oppervlakte. Deze gebieden zijn gesloten voor iedereen die er niets te zoeken heeft. Een deel van de diamant spoelt ook wel de Atlantische Oceaan in en wordt daar door diamantvissers gewonnen.
Hogedruk subductiezones kunnen mogelijk als alternatief moedergesteente voor diamant fungeren. In het Beni Bouseramassief in Noord-Marokko zijn microdiamantassociaties gevonden die in die richting wijzen.
In de tabel hieronder staat een overzicht van de diamantproductie vanaf 2006. In 2009 daalde de productie met zo'n 20% als een gevolg van de kredietcrisis. De productie is nadien nog niet hersteld naar niveaus van voor de economische crisis. Tot en met 2007 was Zuid-Afrika de vijfde producent wereldwijd, maar werd in dat jaar naar de zesde positie verdrongen door Canada. In 2021 was de gemiddelde waarde van een karaat ruwe diamant US$ 116,50. Diamanten met de hoogste waarde per karaat werden in Lesotho gewonnen, gemiddelde waarde ruim US$ 750, en in de Democratische Republiek Congo (DRC) was dit slechts US$ 11. Het laatste land had een aandeel van 12% in de wereldwijde productie in volume termen, maar gemeten naar waarde was dit aandeel 1%.
| Jaar | Rusland | DRC  | Botswana | Australië | Canada | Rest van de wereld | Totaal wereld | Totaal waarde (in miljoenen) | Prijs per karaat |
| ---- | ------- | ---- | -------- | --------- | ------ | ------------------ | ------------- | ---------------------------- | ---------------- |
| 2006 | 38,4    | 29,0 | 34,3     | 29,9      | 13,3   | 31,0               | 175,9         | US$ 12.045                   | US$ 68,5         |
| 2007 | 38,3    | 28,5 | 33,6     | 18,5      | 17,0   | 32,0               | 167,9         | US$ 11.935                   | US$ 71,1         |
| 2008 | 36,9    | 33,4 | 32,3     | 14,9      | 14,8   | 30,6               | 162,9         | US$ 12.732                   | US$ 78,2         |
| 2009 | 34,8    | 21,3 | 17,7     | 15,6      | 10,9   | 19,9               | 120,2         | US$ 8.262                    | US$ 68,7         |
| 2010 | 34,9    | 20,2 | 22,0     | 10,0      | 11,8   | 29,4               | 128,3         | US$ 11.393                   | US$ 88,8         |
| 2011 | 35,1    | 19,2 | 22,9     | 7,8       | 10,8   | 27,0               | 122,8         | US$ 14.065                   | US$ 114,5        |
| 2012 | 34,9    | 21,5 | 20,6     | 9,2       | 10,5   | 31,3               | 128,0         | US$ 12.645                   | US$ 98,8         |
| 2013 | 37,9    | 15,7 | 23,2     | 11,7      | 10,6   | 30,7               | 129,8         | US$ 13.971                   | US$ 107,6        |
| 2014 | 38,3    | 15,7 | 24,7     | 9,3       | 12,0   | 24,8               | 124,8         | US$ 14.496                   | US$ 116,2        |
| 2015 | 41,9    | 16,0 | 20,8     | 13,6      | 11,7   | 23,4               | 127,4         | US$ 13.882                   | US$ 109,0        |
| 2016 | 40,3    | 15,8 | 20,5     | 14,0      | 13,0   | 22,8               | 126,4         | US$ 12.269                   | US$ 97,1         |
| 2017 | 42,6    | 18,9 | 23,0     | 17,1      | 23,2   | 26,1               | 150,9         | US$ 14.125                   | US$ 93,6         |
| 2018 | 43,2    | 16,4 | 24,4     | 14,1      | 23,2   | 27,1               | 148,4         | US$ 14.466                   | US$ 97,5         |
| 2019 | 45,3    | 14,2 | 23,7     | 13,0      | 18,6   | 23,4               | 138,2         | US$ 15.574                   | US$ 112,7        |
| 2020 | 31,2    | 12,7 | 16,9     | 10,9      | 13,1   | 22,3               | 107,1         | US$ 9.235                    | US$ 86,2         |
| 2021 | 39,1    | 14,1 | 22,9     | -         | 17,6   | 26,3               | 120,0         | US$ 13.989                   | US$ 116,6        |
| 2022 | 41,9    | 10,8 | 24,5     | -         | 16,2   | 28,1               | 121,5         | US$ 16.285                   | US$ 134,0        |

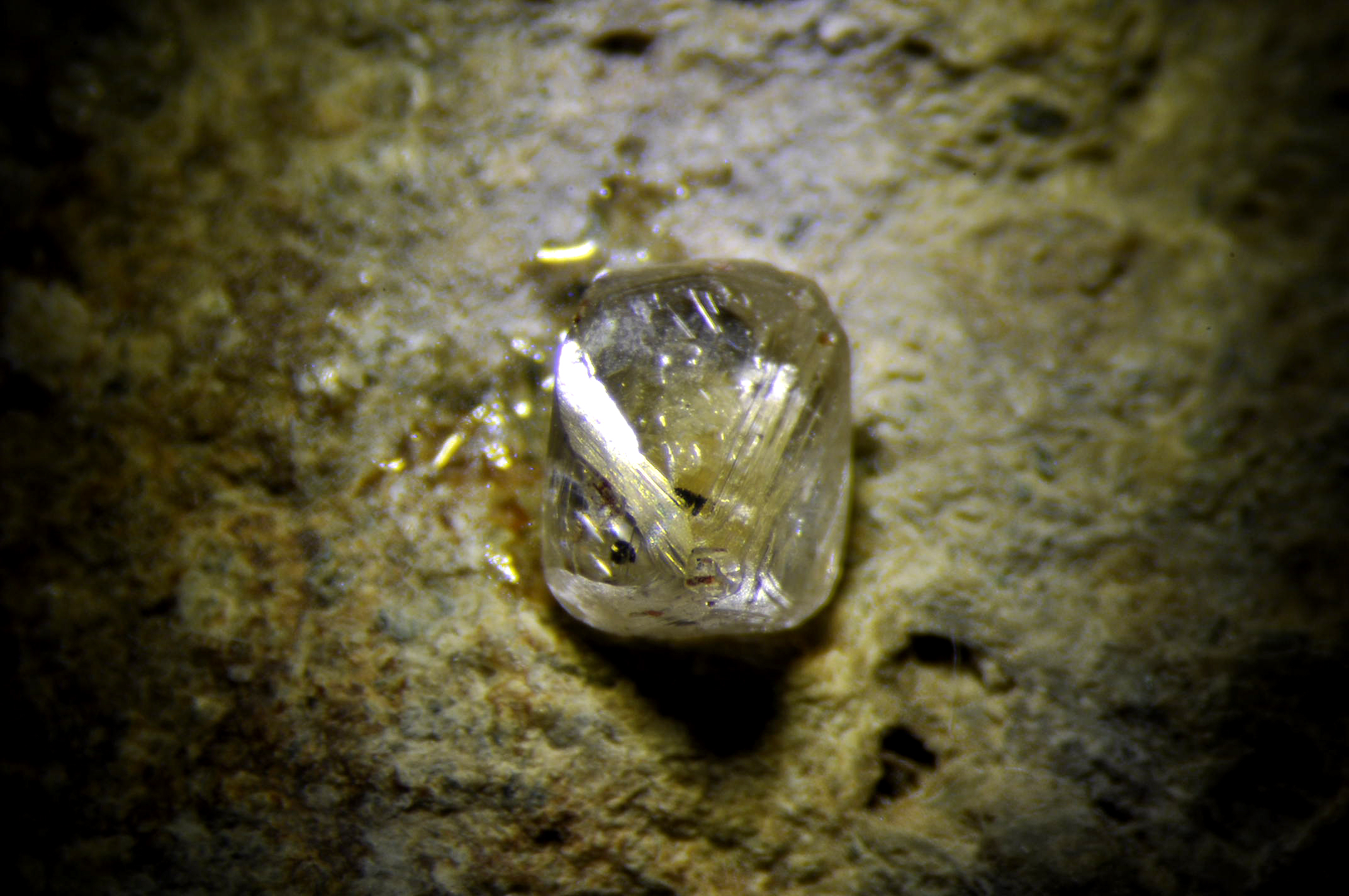
Ruwe diamant in kimberliet

Het Russische bedrijf ALROSA, actief in de deelrepubliek Jakoetië, was in 2017 de grootste producent van diamant ter wereld met 28% van de wereldproductie. De Beers, had lange tijd vrijwel een wereldmonopolie op diamant, was in 2017 de tweede speler met 20% van de productie. Op nummer drie stond Rio Tinto met een aandeel van 17%. In Australië was Rio Tinto de grootste producent van gekleurde diamanten in de Argylemijn in het gebied Kimberley, deze mijn sloot in 2020. In Angola is Catoca nog een belangrijke producent, ALROSA heeft in dit bedrijf een aandelenbelang van 32,8%.
In de wereld zijn er 27 diamantbeurzen. De belangrijkste centra voor verhandeling van diamant zijn Londen, waar De Beers gevestigd is, en Antwerpen. In Antwerpen zijn vier diamantbeurzen en de oudste dateert van 1886. Ongeveer 80% van alle ruwe diamanten en 50% van alle geslepen diamanten gaat langs Antwerpen. In 2011 werden in Antwerpen diamanten verhandeld met een totale waarde van 44,6 miljard euro. Ook de Amsterdam Diamond Bourse is belangrijk.
Een diamantvoorkomen is economisch winbaar als er ten minste 1 karaat diamant van edelsteenkwaliteit per ton gesteente aanwezig is. Naast edelsteenkwaliteit levert een voorkomen in de praktijk een veelvoud van lage kwaliteit diamant. Deze diamant vindt zijn weg als industriële diamant, gebruikt voor boren en zagen. Jaarlijks wordt zo'n 130 miljoen karaat diamant gewonnen, waarvan zo'n 80% industriële diamant is.
Daarnaast wordt er jaarlijks 570 miljoen karaat (110 ton) synthetische diamant geproduceerd voor industrieel gebruik. Ongeveer 90% van alle diamantslijppoeder is tegenwoordig synthetisch. Van de synthetische diamanten wordt het overgrote deel nog onder hoge druk vervaardigd. Een groeiend aandeel wordt vervaardigd door middel van opdamping bij lage druk. De kleine kristallen die deze techniek oplevert, vinden hun toepassing als ultraharde coating bij de fabricage van voorgevormd gereedschap.

## Bloeddiamant

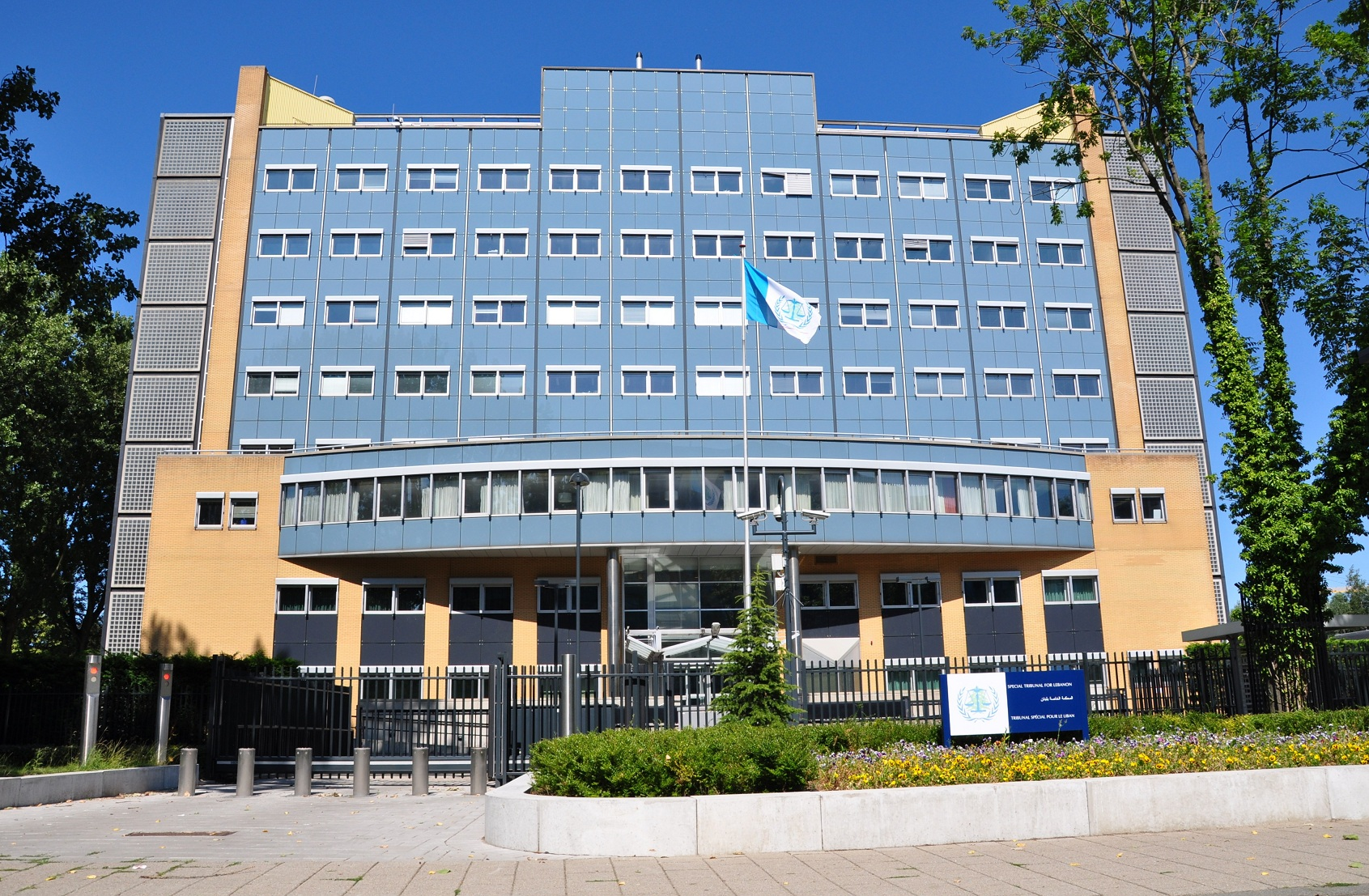
De gerechtszaal in Leidschendam, waar het Sierra Leonetribunaal werd behandeld tegen de Liberiaanse oud-dictator Charles Taylor

Het winnen van diamanten in bepaalde delen van Afrika roept tegenwoordig ethische bezwaren op, omdat de handel door verschillende legers wordt gebruikt om hun oorlogen mee te financieren. Men spreekt dan van conflict- of bloeddiamant. Begin 21e eeuw zijn de eerste stappen genomen om de handel in bloeddiamanten tegen te gaan door uitgifte van oorsprongcertificaten, het Kimberley Process Certification Scheme (naar een conferentie in die Zuid-Afrikaanse stad). Afgesproken is dat diamanten nog alleen zullen mogen circuleren met een attest, waaruit blijkt dat ze niet in conflictzones zijn gewonnen. Het proces staat nog maar in de kinderschoenen, omdat de controle moeilijk is en omdat regeringen – die moeten instaan voor de attestatie – nu juist in oorlogszones meestal geen grote garantie voor betrouwbaarheid bieden. Bovendien staan er zulke grote bedragen op het spel, dat smokkel, corruptie en fraude uiterst verlokkelijk zijn. In de toekomst zal een oplossing wellicht gezocht moeten worden in spectrografisch bewijs van oorsprong. Aan die technologie wordt gewerkt.

## Taal
- Een diamanten bruiloft staat voor een 60-jarige huwelijksverjaardag

## Websites
- (en)  De Hoge Raad voor Diamant
- Filmpje uit 1949 over Amsterdam Diamantstad, tentoonstelling in de Diamantbeurs.